# Провулок Кудряшова
Прову́лок Кудряшо́ва — провулок у Солом'янському районі міста Києва, місцевість Кучмин яр. Пролягає від вулиці Мокра до вулиці Кучмин Яр.

## Історія
Виник у 90-х роках XIX століття, мав назву провулок Кучмин Яр або 2-й Кучменний провулок, під останньою назвою в довіднику «Весь Київ» вперше зазначений 1899 року.
Сучасна назва — з 1955 року, на честь радянського підпільника, Героя Радянського Союзу Володимира Кудряшова.